# Liv Tyler
Liv Tyler (rojstno ime Liv Rundgren), ameriška filmska igralka, * 1. julij 1977, New York City, New York, ZDA.
Je hči pevca skupine Aerosmith Stevena Tylerja in fotomodela Bebe Buell. Otroštvo je preživela z materjo, sprva pa je prejela priimek po njenem prijatelju, Toddu Rundgrenu, za katerega je dolgo mislila, da je njen oče.
Svetovno slavo je dosegla s filmsko vlogo Arwen v trilogiji Gospodar prstanov režiserja Petra Jacksona. Kot Betty Ross je nastopila v filmih Neverjetni Hulk in Stotnik Amerika: Pogumni novi svet.

## Mladost
Rundgrena je mati kmalu po rojstvu Liv zapustila in se preselila k družini v Portland, Maine (ZDA). Liv je kot otrok živela pri mami in teti Annie v Mainu, pa tudi pri babici Dorothei Johnson v Virginii. Da je njen pravi oče Steve Tyler je izvedela šele pri devetih letih, ko je opazila, da je zelo podobna Tylerjevi drugi hčerki, Mii Tyler.
Ko je dopolnila 12 let je svoj priimek spremenila v Tyler, ime Rundgren pa je obržala kot svoje dekliško ime. Pri 14-ih jo je odkrila priznana manekenka Paulina Porizkova, ki jo je popeljala v svet mode.
Z očetom je počasi razvila tesen odnos, večkrat je nastopila v videospotih skupine Aerosmith. Leta 1994 je odigrala svojo prvo vlogo v filmu Silent Fall. Preboj med bolj znane igralke ji je uspel leta 1996 s filmom Bernarda Bertoluccija, Stealing Beauty.

## Zasebno življenje
Od leta 2003 deluje kot Ambasadorka dobre volje za UNICEF za Združene države Amerike.